# Dampfach
Dampfach ist ein Gemeindeteil der Gemeinde Wonfurt im unterfränkischen Landkreis Haßberge in Bayern.

## Geographische Lage
Das Kirchdorf Dampfach liegt südwestlich von Wonfurt und wird von der Dampfach durchflossen. Die durch den Ort führende Kreisstraße HAS 28 zweigt nordwärts nach Horhausen (Gemeindeteil von Theres) ab, mündet südwestwärts in die Kreisstraße SW 28 und mündet südostwärts in die Staatsstraße 2275. Nördlich von Dampfach verläuft in Ost-West-Richtung die Bundesautobahn 70.

## Geschichte
Die erste bekannte urkundliche Erwähnung des Ortes stammt als „(D)Ampfahe“ aus dem Jahr 1250. Zu dieser Zeit gehörte Dampfach dem Kloster Fulda, später zur Centgemeinde Donnersdorf.
Im Jahr 1569 fand eine Dorferneuerung statt.
Wegen der geringen Einwohnerzahl hatte Dampfach keine eigene Kirche. Die Einwohner besuchten zunächst in Theres und dann in Donnersdorf den Gottesdienst. In der Zeit der Reformation hatte Dampfach verschiedene Grundherren, von denen fünf evangelisch und vier katholisch waren, so dass der Ort mehrmals die Konfession wechselte. Dampfach wurde großteils von der Pfarrei Donnersdorf betreut und gehört seit dem 1. November 2002 der Pfarreiengemeinschaft Theres-Wonfurt-Gädheim an.
Im Jahr 1802 wurde die aus dem Mittelalter stammende, baufällig gewordene Andreaskapelle durch die heutige St.-Andreas-Kirche im klassizistischen Stil ersetzt; die Inneneinrichtung entstammt dem Spätwerk Johann Peter Wagners.
Am 1. Mai 1978 wurde Dampfach im Rahmen der Gebietsreform in Bayern Gemeindeteil von Wonfurt.